# ثيو بونغوندا
ثيو بونغوندا (مواليد 20 نوفمبر 1995) هو لاعب كرة قدم بلجيكي يلعب في مركز الجناح الأيسر في نادي جينك.